# ジョン・ゴールドスミス
ジョン・ゴールドスミス（John Goldsmith、1951年 - ）はアメリカ合衆国の言語学者。現在シカゴ大学教授。1976年のMITに提出された博士論文において、アフリカで話される諸言語の声調パタンの分析を通じて、自律分節音韻論を提唱。後の音韻論に非常に大きな影響を与える。
専門は、声調、アフリカの諸言語、計算言語学、形態素分析、音韻論の歴史、生成文法の歴史など。